# 茂原郵便局
茂原郵便局（もばらゆうびんきょく）は千葉県茂原市にある郵便局。民営化前の分類では集配普通郵便局であった。

## 概要
住所：〒297-8799 千葉県茂原市茂原248

## 沿革
- 1872年8月4日（明治5年7月1日） - 茂原郵便取扱所として開設[1]。
- 1875年（明治8年）1月1日 - 茂原郵便局（五等）となる。
- 1878年（明治11年）1月2日 - 為替取扱を開始。
- 1879年（明治12年） - 貯金取扱を開始。
- 1894年（明治27年）2月21日 - 茂原郵便電信局となる。
- 1903年（明治36年）4月1日 - 通信官署官制の施行に伴い茂原郵便局となる。
- 1953年（昭和28年）8月16日 - 電気通信業務の取扱を茂原電報電話局に移管[2]。
- 1956年（昭和31年）11月1日 - 電話通話および和文電報受付事務の取扱を開始。
- 1957年（昭和32年）1月1日 - 豊田簡易郵便局の一時閉鎖[3]に伴い、取扱事務を承継。
- 1957年（昭和32年）11月16日 - 特定郵便局から普通郵便局に局種別改定。
- 1958年（昭和33年）7月1日 - 五郷簡易郵便局の廃止に伴い、取扱業務を承継。
- 1969年（昭和44年）6月1日 - 二宮本郷郵便局から集配業務の一部[4]を移管。
- 1970年（昭和45年）4月 - 局舎新築落成。
- 1999年（平成11年） - 外国通貨の両替および旅行小切手の売買に関する業務取扱を開始。
- 2007年（平成19年）10月1日 - 民営化に伴い、併設された郵便事業茂原支店に一部業務を移管。
- 2012年（平成24年）10月1日 - 日本郵便株式会社発足に伴い、郵便事業茂原支店を茂原郵便局に統合。

## 取扱内容
- 郵便、印紙、ゆうパック、内容証明
- 貯金、為替、振替、振込、国際送金、国債、投資信託
- 生命保険、バイク自賠責保険、自動車保険
- ゆうちょ銀行ATM
- 茂原市内の一部地域の集配業務
- ゆうゆう窓口

## 風景印
- 図案は『ヒメハル蝉』・『八幡湖』
- 使用開始日は1979年（昭和54年）7月21日

## 周辺
- 茂原市役所
- 茂原市民会館
- 千葉県長生合同庁舎
- 茂原公園
- 国道128号

## アクセス
- JR外房線 茂原駅（南口）から徒歩約18分
- 小湊バス、都バス 信用組合前停留所もしくは本町停留所下車
- 千葉外房有料道路 桂ICから南東へ約10km、九十九里有料道路 長生ICから西へ約10.5km
- 駐車場あり：11台